# 钱勇杰
钱勇杰（英語：Ming Chang，全名：Ming Erh Chang 或 Ming E. Chang，1932年4月20日—2017年10月3日），美籍华人，美國海軍少將。
钱勇杰生於1932年上海，祖籍浙江寧波，後來在1946年移民美國，成為美國公民。他在1955年加入美國海軍預備役，再在1958年調入海軍現役。1982年钱勇杰獲擢升為海軍少將，使他成為首位得以晉身海軍將官階層的中國裔歸化移民。钱勇杰曾出任第三艦隊司令及美國海軍督察長兩項要職，最後在1992年從海軍退役。
钱勇杰在退役後從商，曾經任職於軍火商雷神公司。

## 生平
钱勇杰籍贯浙江宁波，1932年出生于上海。1946年，钱勇杰随家人移民美国，並在1955年於威廉與瑪麗學院获得物理学理学学士学位。
钱勇杰在1955年加入美國海軍預備役，並在翌年以見習軍官身分服役，被派往列星頓號航空母艦受訓。1957年钱勇杰取得中尉軍銜，並在1958年獲任命為第七艦隊參謀，期間正式加入海軍現役。　　　　
1962年至1964年，钱勇杰先後就讀於加利福尼亞州蒙特雷的美国海军研究院及維珍尼亞州的海軍飛彈學院（Naval Guided Missiles School）。考取飛彈專業資格後，钱勇杰在貝爾納普號導彈巡洋艦擔任武器軍官兩年，於1966年調回海軍部門工作，並參與電子防空系統的研究。
钱勇杰在1969年4月調任霍利斯特號驅逐艦的副艦長，並隨艦參與越戰。當時春節攻勢已經結束，美國正在推行「越南化」政策，將戰事逐步移交南越軍方高層，故此艦隊無須激烈作戰。1970年10月钱勇杰離任，歸屬美國駐越海軍，先後參與西貢行政及防務事宜。1972年2月至1973年6月，钱勇杰擔任拉斯伯恩號護衛驅逐艦艦長，並再次隨艦到越南執勤。
钱勇杰在1973年至1974年間於美国三軍工学院進修，後來在1974年至1977年間於美國海軍軍令部長室任職。1977年至1979年，钱勇杰出任李維號導彈巡洋艦艦長，再在1979年至1981年間先後擔任第三航空母艦戰鬥群及第三艦隊司令。
钱勇杰在離任第三艦隊後獲提名為海軍少將，並在1982年12月1日獲得正式任命。他曾經在軍令部長室主管防空及電戰系統的研發，又曾指揮第二巡洋艦－驅逐艦戰隊（Commander Cruiser Destroyer Group Two）。1987年至1990年，钱勇杰獲任命為美国海军督察长，最後在1992年從海軍退役。美亚协会为表彰钱勇杰的杰出成就，在1984年6月19日於华盛顿特区水门饭店举行盛大宴会，授予其“杰出成就奖”。
钱勇杰在美国海军退役后，加盟著名的军火巨头雷神公司（Raytheon），担任公司副总裁和董事，负责公司在国防和电子系统的研发。后来成为MEC国际集团（MEC International, LLC.）总裁。
2017年10月3日，錢勇傑因帕金森氏症惡化去世，享年85歲。

## 社会兼职
钱勇杰还热心公益事业，曾担任或兼任有很多社会职务和公职，包括：
- 威廉与玛莉学院校董
- 美国第二次世界大战纪念（National World War II Memorial）顾问委员会委员[5]
- 百人会会员（2005年入选，与骆家辉、黄仁勋一同入选）[6]

## 荣誉
钱勇杰在32年的軍旅生涯獲得下列軍事勳獎：
|  |  |  |  |

| V |                           |                                         |  |
| V |                           |                                         |  |
|   |                           |                                         |  |
|   | Bronze star · Bronze star | Bronze star · Bronze star · Bronze star |  |
|   |                           |                                         |  |

| 水面艦艇軍官徽章    |                               |                                   |                                   |
| 功績勳章 加V字裝飾  |                               |                                   |                                   |
| 銅星勳章 加V字裝飾  | 航空勳章                      | 海軍作戰行動勳表                  | 海軍部隊嘉獎                      |
| 海軍功績部隊嘉獎    | 海軍遠征獎章                  | 人道主義服役獎章                  | 海上部署服役勳表                  |
| 國防部服役獎章      | 武裝部隊遠征獎章 兩枚         | 越南服役獎章 參戰星章3枚          | 越南共和國英勇十字勳章 鑲邊棕櫚葉 |
| 聯邦十字勳章 軍官級 | 越南共和國英勇十字勳章 帶銅星 | 越南共和國武裝部隊榮譽獎章 第二等 | 越南共和國戰役獎章                |

钱勇杰亦獲得美亚协会頒授的“杰出成就奖”。